# Tour della nazionale maschile di rugby a 15 dell'Australia 1955
Nel 1955 la Nazionale di rugby a 15 dell'Australia si reca in tour in Nuova Zelanda. Obiettivo è conquistare la Bledisloe Cup, ma ai Wallabies l'impresa non riesce: ottengono una sola vittoria contro le due degli All Blacks.
Da segnalare che il secondo test match fu arbitrato da Eric "Snowy" Tindill che oltre ad essere uno dei sei giocatori ad aver rappresentato la Nuova Zelanda sia nel rugby union che nel cricket è anche l'unico ad aver sia giocato che arbitrato dei test match in entrambi gli sport, oltre ad essere diventato nel 2008 il giocatore internazionale di cricket più anziano di tutti i tempi.
| Arbitro: | Francis Parkinson |

|                                                              |           |                                          |
| mete: Clark Jarden, Vodanovich trasf.: Jarden 2 c.p.: Jarden | Marcatori | mete: Jones trasf.: Tooth c.p.:Stapleton |

| Arbitro: | Eric Tindill |

|                                         |           |  |
| mete: Jarden trasf.: Jarden Drop: Elsom | Marcatori |  |

| Invercagill settembre 1955 | Southland | 5 – 11 | Australia XV |  |

| Arbitro: | Birnie Wolstenholme |

|              |           |                                           |
| mete: Jarden | Marcatori | mete: Hughes, Stapleton trasf.: Stapleton |